# گاززدایی مذاب آلومینیم
گاززدایی آلومینیوم مذاب ، یک عملیات ریخته گری است که به منظور حذف هیدروژن حل شده در مذاب انجام می شود. این کار هم با افزودن قرصهای کلردار و نیز با هم زدن یا واکنش دادن با مواد واکنش‌پذیرتر انجام می‌پذیرد.
هیدروژن در آلومینیوم
هیدروژن تنها گاز قابل حل در مذاب آلومینیوم است، با توجه به اینکه آلومینیوم فلزی واکنش‌پذیر است به سرعت در محیط مرطوب واکنش نشان می‌دهد و هیدروژن را جذب می‌کند. آلومینیوم در حالت مذاب در دمای ۶۶۰ درجه  قابلیت جذب و حل کردن گاز هیدروژن را دارد. مقدار گاز هیدروژن در فرآیند انجماد فلز مقدار قابل توجهی کاهش می یابد.میزان هیدروژن در آلومینیوم جامد بسته به مقدار اولیه هیدروژن در مذاب آلومینیوم ، ترکیب آلیاژ و شرایط انجماد متغیر است. از جمله منابع هیدروژن در آلومینیوم مذاب می‌توان به رطوبت جو، رطوبت بوته مذاب، همزن فلزی مرطوب و غیره اشاره کرد. گازهای محلول در آلومینیوم مذاب بعد از انجماد به دلیل تنش سطحی مذاب و عدم امکان خروج به طور کامل به صورت حباب هایی با اندازه‌های مختلف در قطعه ریخته‌گری شده باقی می‌مانند و خواص مکانیکی و وزن مخصوص قطعه را بسیار کاهش می‌دهند. در مورد مذاب آلیاژهای آلومینیوم، هیدروژن (H) تنها گازی است که به صورت محلول در مایع و حباب در جامد پدیدار می‌شود و از این رو عملیات گاززدایی در ذوب آلومینیوم و آلیاژهای آن اهمیت فراوانی دارد.

### روش های تخمین زدن مقدارهیدروژن:
انجماد آهسته : در این روش یک بخش کوچک از آلومینیوم مایع (حدود ۲ در ۳/۳۳ سانتی متر) در یک قالب مقاوم ریخته می شود. این آلیاژ به آرامی ته نشین می‌گردد و هیدروژن آزاد شده در قسمت بالایی ریخته گری به شکل حباب های منجمد شده جمع می شود. میزان هیدروژن محلول را بر اساس تعداد حبابهای تشکیل شده تخمین می‌زنند.                              روش خلاء: در این روند انجماد یک نمونه کوچک از آلیاژ آلومینیوم را مشاهده می‌کنند و هنگامی که اولین حباب شکل گرفت، هر دو پارامتر فشار و دما سنجیده و اندازه گیری می شوند. این پارامترها برای تعیین مقدار هیدروژن با استفاده از نمودارهای عددی بدست می‌آیند.

### روشهای گاززدایی آلومینیوم مذاب
گاززدایی به روش فلوکسز:
در این روش ترکیبات گازکلر به صورت قرص جامد یا مایع وارد مذاب می شود(به آنها قرص دی‌گازور می‌گویند) و در اثر تماس با مذاب، تجزیه می‌شود و گازهای مورد نیاز برای هیدروژن زدایی مذاب را تهیه می‌کنند. مثلا می‌توان از ترکیبات کلر مانند هگزاکلرواتان، تتراکلروکربن و نمک‌های کلر استفاده کرد. معمولا قرص های دی‌گازور، قرص های کلردار هستند. این ترکیبات، در مذاب آلومینیم تجزیه می‌شوند، کلر آن‌ها با آلومینیم ترکیب می‌شود و گاز آلومینیوم کلرید را تولید می‌کند که از آن می‌توان برای گاز زدایی مذاب آلومینیم استفاده نمود. به این ترتیب که گاز هیدروژن به سطح مذاب می آید. حبابها از ذوب فرار می کنند و سپس گاز توسط سیستم اگزوز حذف می شود. این روند تا متوقف شدن حباب ها ادامه می‌یابد.
گاززدایی به روش چرخشی
در این روش یک گاز بی اثر یا گاز غیر فعال شیمیایی مثل آرگون یا نیتروژن، در یک محور گردان ریخته می شود. انرژی شفت گردان موجب ایجاد مقدار زیادی حباب می شود، که سطح زیادی را شامل می‌شود وباعث انتشار سریع و موثر هیدروژن در حباب های گاز می شود که منجر به افزایش فعالیت هیدروژن در فازهای مایع و گاز می شود.در مقایسه با فلوکسز گاززدایی چرخشی منجر به حذف کامل هیدروژن می‌شود.علاوه بر این گاززدایی دوار از نمک های مضر کلر و فلوئور استفاده نمی کند.
گاززدایی به روش تزریق شار
گاززدایی ممکن است ترکیب دوشیوه قبلی یعنی دو شیوه چرخشی و فلوکسز باشد.در این حالت گاز بی اثر به عنوان حامل برای شار گرانول عمل می کند. از جمله مزایای این روش می‌توان به کارایی بدلیل مخلوط شدن خوبتر با مذاب، زمان کوتاه فرآیند، عملکرد کنترل پذیر و شیوه سازگاری با محیط زیست اشاره کرد.

### روتورهای گاززدایی آلومینیوم:
در اکثر فرایندهای ریخته گری، فلز مذاب در حین ذوب شدن به دلیل وجود هوا یا محصولات احتراق و حتی برخی واکنش های شیمیایی، شارژ کوره می‌تواند ناخالصی و گاز در خود محبوس نماید، وجود این آخال ها و گازها باغث کاهش کیفیت ذوب و ایجاد ضایعات در قطعات تولیدی می شود.این قطعات تولیدی می‌توانند به صورت شمش، بیلت یا قطعه باشند.
روتور های گاز زدایی آلومینیوم همانگونه که در تصویر شماتیک مشخص است حباب های گاز خنثی را در عمق مذاب به صورت حباب های ریز پراکنده می نمایند بنابراین شناوری بیشتر ایجاد نموده و حداکثر آخال زدایی، گاز زدایی و اکسید زدایی را ایجاد می نمایند.دمش گاز بصورت حباب های ریز گاز زدایی از ذوب را بسیار افزایش می دهد.
روتورهای گاز زدایی آلومینیوم از مواد مختلفی ساخته می شوند و طول عمر آنها کاملاً وابسته به جنس روتور است. مرغوب ترین روتور های گاز زدایی از جنس سیلیکون ناتراید بوده و با توان چرخش بیش از ۸۰۰ rpm طول عمر بسیار بالایی دارند پس از آن روتورهای گاز زدایی آلومینیوم سیلیکون کارباید از نظر اقتصادی و طول عمر رتبه دوم را داشته و در انتها روتور های گرافیتی قرار می‌گیرند. استفاده از روتور گاززدایی باعث افزایش حباب های ریز شناور در ذوب شده و راندمان گاز زدایی بسیار بالا خواهد بود.

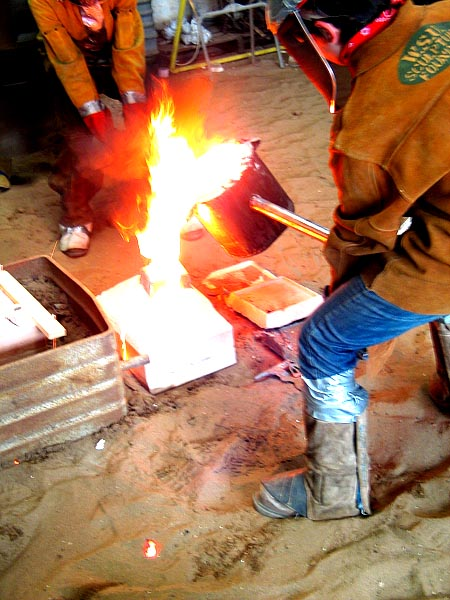
ریخته‌گری فلزات در قالب

آلومینیوم فلزی است که خصوصا در حالت مذاب قابلیت واکنش‌پذیری شیمیایی و حلالیت فیزیکی با بسیاری از عناصر را دارد. هوا،محصولات احتراق،مواد نسوز کوره‌ها،ترکیبات بین فلزی و غیر فلزی(شامل اکسیدها،کاربیدهاو...) از عوامل مهم آلودگی مذاب آلومینیوم و در نتیجه تولید قطعه با خواص مکانیکی نامطلوب می باشند.بنابراین تا حد امکان باید این عوامل مضر را حذف نمود و در صورت بروز واکنش های ناخواسته از روشهای مناسبی جهت بهبود خواص کیفی مذاب آلومینیوم استفاده کرد.
حل شدن هیدروژن در آلومینیوم مذاب و نیز تشکیل ترکیبات غیر فلزی از مشکلاتی است که ریخته گران آلومینیوم همواره با آن مواجه می باشند. حذف این ناخالصی ها توسط روشهای مختلفی همچون استفاده از فلاکس به صورت قرص ، پودر ویاگرانول،فیلتر،تزریق گاز خنثی به درون مذاب توسط یک لانس ساده و یا یک شفت دارای پره همراه با چرخش درون مذاب و جدایش الکترو مغناطیسی انجام می‌گیرد.

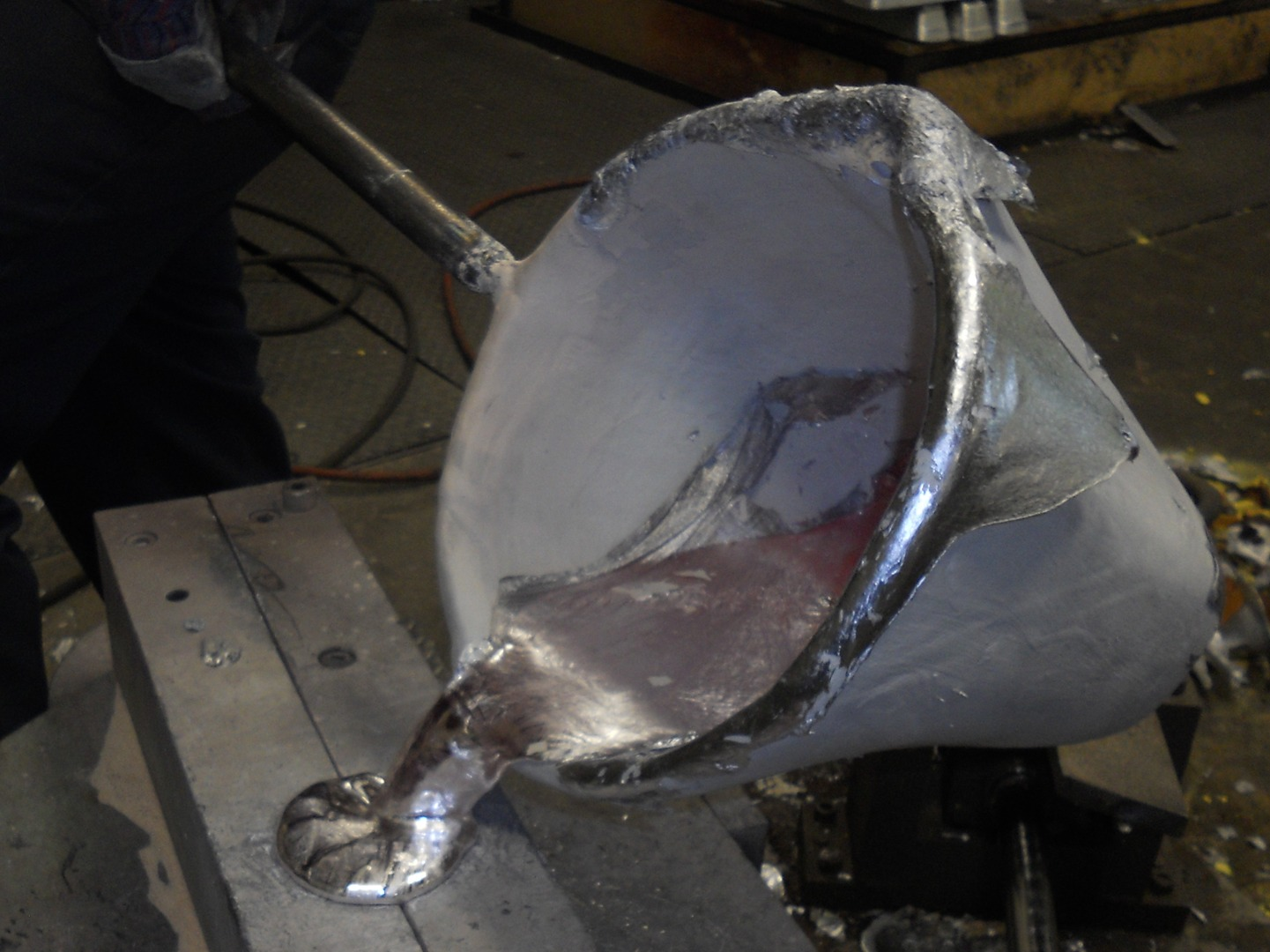
ریختن فلز مذاب

اساس گاز زدایی مذاب آلومینیوم به این صورت است که هیدروژن درون مذاب به صورت اتمی است و نه به صورت مولکولی، بنابراین اتم های هیدروژن تمایل دارند تا در مناطقی که هیدروژن نیست نفوذ کنند.برای آنکه گاز زدایی مؤثری انجام گیرد باید هیدروژن اتمی به هیدروژن مولکولی تبدیل شود ولی تشکیل حباب درون مذاب مشکل می باشد.برای حل این مشکل باید درون مذاب حباب هایی فاقد هیدروژن وجود داشته باشند.بنابراین اتم های هیدروژن درون این حبابها نفوذ کرده و تبدیل به هیدروژن مولکولی شده و در نهایت از مذاب خارج می شوند
ریز بودن حبابها،تعداد آنها و پراکندگی آنها درون مذاب نقش بسیار مهمی در سینتیک و سرعت این واکنش دارند با پراکنده کردن آنها در سطح مذاب می توان گاز زدایی مؤثری بر روی مذاب انجام داد.(مثلا با هم زدن مذاب )استفاده از فلاکس به صورت قرص و یا پودر حبابهای درشتی در مذاب ایجاد می کند که این حبابها نیز نمی توانند به درستی در مذاب پراکنده شوند و علاوه بر اینکه عمر نسوز کوره های ذوب کاهش می‌یابد سبب ایجاد ترکیبات ناخواسته در مذاب،حذف عناصر مفید مثل استرانسیم و عدم گاز زدایی مناسب می گردد این روش معمولا زمانی استفاده می شود که حجم مذاب کم باشد و قطعه تولیدی در کاربردها با خواص مکانیکی بالا استفاده نشود.دمش گاز خنثی مثل آرگون و نیتروژن  توسط یک لانس ساده نیز با ایجاد حبابهای درشت و غیر یکنواخت علاوه بر افزایش اکسیداسیون مذاب بر اثر تلاطم گاز زدایی مناسبی انجام نمی دهد اما استفاده از این روش همراه با تزریق فلاکس می تواند مفید باشد.
یکی از بهترین روش های گاز زدایی مذاب آلومینیوم دمش گاز نیتروژن و یا آرگون توسط یک شافت و روتور در حال چرخش درون مذاب است این دستگاه با دمش گاز خنثی از دورن یک لانس متصل به یک پره در حال چرخش و ایجاد حبابهای ریز گاز خنثی در مذاب و پراکندگی مناسب آنها ، هیدروژن حل شده در مذاب آلومینیوم و همچنین آخالهای موجود در مذاب را حذف می کند. همچنین در صورت لزوم  می توان کیفیت مذاب را بهبود بخشید و یا فرآیند بهسازی(جوانه زایی و یا بهسازی توسط استرانسیم) مذاب را تسریع نمود. افزودن جواته زا سبب می‌شود تا این جوانه ها سکویی برای رشد دیگر جوانه ها شوند. در اینجا این نکته قابل ذکر است که در بسیاری از موارد دمش گاز به تنهایی کافی است و نیازی به تزریق فلاکس نمی باشد

### روشهای حذف ترکیبات اکسیدی و غیر اکسیدی
وجود هیدروژن و آخالها از عوامل مؤثر در افت خواص مکانیکی قطعه آلومینیومی می باشند.
1. استفاده از فیلتر به صورت فوم های سرامیکی از جنس کاربید سیلیسیم و آلومینا ونیز فیلترهای پارچه ای نقش مهمی در حذف این ذرات جامد را دارند ولی فیلترها تنها در حذف اخالها مؤثر می باشند و قادر به گاز زدایی مذاب آلومینیوم نمی باشند هرچند که طی پیشرفتهای اخیر فیلترهایی ساخته شده اند که سطح آنها با مواد شیمایی پوشیده شده است و طی واکنش با مذاب آلومینیوم فرآیند گاز زدایی را انجام می دهند و لی قیمت این فیلترها بالا می باشد و در موارد مخصوص استفاده می‌شوند.
دمش گاز خنثی توسط روتور در حال چرخش درون مذاب
در این روش حذف ذرات اکسیدی و غیر اکسیدی درون مذاب آلومینیوم طی دو مرحله همزمان انجام می گیرد به دلیل  ایجاد تلاطم توسط پره ذرات به یکدیگر برخورد کرده و خوشه هایی را تشکیل می دهند.این خوشه ها به دلیل وجود نیروهای واندروالسی بین ذرات شکل می گیرند.به محض اینکه خوشه ها تشکیل شدند بر حسب دانسیته آنها یا توسط حبابهای گاز به سطح مذاب منتقل می شوند و یا درکف کوره یا پاتیل ته نشین می شوند.این روش علاوه بر حذف هیدروژن درون مذاب می تواند آخالهای موجود در مذاب را حذف نماید استفاده از فلاکس به صورت جامد و یا یک گازفعال همراه با دمش گاز خنثی می تواند سب سریع‌ترشدن فرایند گاز زدایی و آخال زدایی به دلیل ایجاد حبابهایی به جز حبابهای ایجاد شده از گاز خنثی شوند و نیزدر صورتی که فلاکس حاوی نمکهای استرانسیم و یا تیتانیم باشد می تواند فرآیند بهسازی مذاب را همزمان انجام داد (استفاده از آمیژان های فلزی نتایج بهتری خواهد داشت)

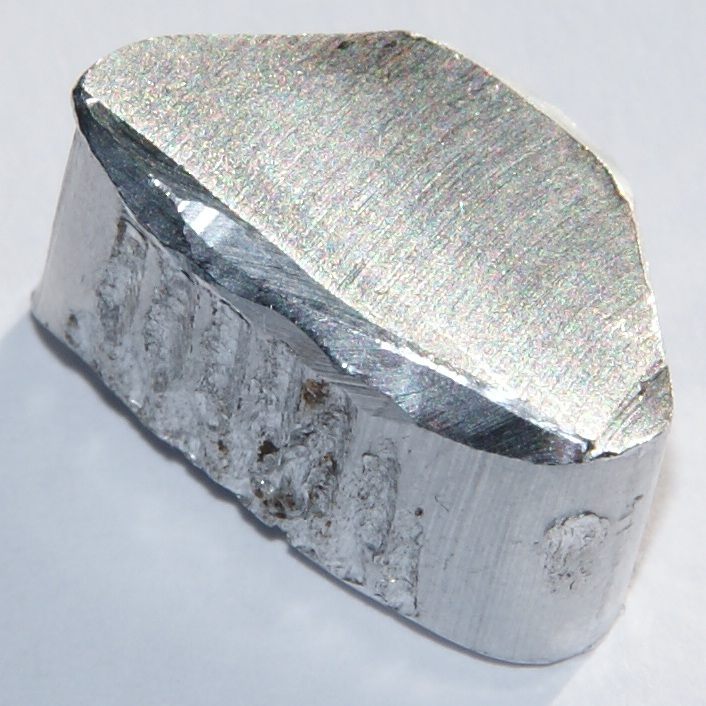

## فعل و انفعالات موجود در مذاب آلومینیم

### فعل و انفعالات عمومی
در درجه حرارت ذوب آلومینیم، فعل و انفعالات شیمیایی مختلف بین مواد اکسیدی و ترکیبات مختلف و آلومینیم و مواد آلیاژی آن انجام می‌گیرد که حاصل آن به صورت مواد جامد غیر فلزی (اکسیدی) یا حباب‌های گازی در قطعه باقی می‌ماند.

### فعل و انفعالات با هوا
اکسیژن هوا و همچنین ازت موجود در آن مهم‌ترین منشأ وجود ترکیبات غیر فلزی در مذاب آلومینیم هستند. تمام عناصر حاصل از فعل و انفعال در حالت مذاب جامد بوده و در مذاب شناور می‌شوند و به صورت مواد مذاب ناخواسته غیر فلزی در قطعه معایبی را ایجاد می‌کنند.

### فعل و انفعالات با بخار آب
بخار آب از هر منبعی که حاصل شود با آلومینیم مذاب و مواد آلیاژی آن ترکیب می‌شود که نتیجه آن علاوه بر ترکیبات اکسیدی، وجود هیدروژن به صورت اتمی می‌باشد که در مذاب حل می‌گردد.

### فعل و انفعالات با مواد نسوز
مواد نسوز مورد استفاده در صنایع آلومینیم بیشتر از انواع گرافیت و ترکیبات سیلیسی می‌باشد تا امکان ترکیبات مختلف را کاهش دهد. مواد نسوز، اغلب از طریق مکانیکی شکسته و به مذاب آلومینیم افزوده می‌شود ولی در درجه حرارت‌های ذوب نیز وجود فعل و انفعالات امکان‌پذیر می‌باشد.

### فعل و انفعالات با هیدروژن
هیدروژن تنها گاز قابل حل در آلومینیم مذاب می‌باشد و به دلیل آنکه حلالیت آن در حالت جامد بسیار کم است، گازهای خارج شده از حلالیت به صورت حباب در قطعه ریخته شده خواص مکانیکی مواد را به شدت تقلیل می‌دهند. هیدروژن از طریق بخار آب یا به صورت هیدروژن در هوا با مذاب آلومینیم واکنش می‌دهد.

## گاز زدایی مذاب آلومینیم
گازهای محلول در مذاب آلومینیم بعد از انجماد به دلیل تنش سطحی مذاب و عدم امکان خروج کامل به صورت حباب‌های با اندازه‌های مختلف در قطعه ریخته شده باقی می‌مانند که خواص مکانیکی و وزن مخصوص قطعه را شدیداً کاهش می‌دهند. در مورد ذوب آلیاژهای آلومینیم، هیدروژن تنها گازی است که به صورت محلول در مایع و حباب در جامد ظاهر می‌گردد و از این رو عملیات گاز زدایی (هیدروژن زدایی) در ذوب آلومینیوم و آلیاژهای آن از اهمیت خاص برخوردار است.

## کاهش فشار خارجی
میزان حلالیت هیدروژن در مذاب آلومینیم به درجه حرارت و فشار خارج (نسبت به فشار داخل) بستگی دارد و همین امر پایه و اساس گاز زدایی آلومینیم را تشکیل می‌دهد. به عبارت دیگر، هرچه فشار خارجی محیط اطراف مذاب بیشتر باشد. میزان گاز بیشتری در مذاب حل خواهد شد. از طرف دیگر هرچه فشار محیط خارجی مذاب کاهش یابد، مقدار گاز کمتری در مذاب حل می‌شود. این پدیده به قانون سیورت معروف است. با توجه به این قانون، می‌توان نتیجه گرفت که اگر فشار خارجی محیط اطراف مذاب کاهش یابد، گازهای حل شده از حالت اتمی خارج شده و به حالت مولکولی یا حباب گازی در می‌آیند. به عبارت دیگر حلالیت گاز در مذاب کاهش می‌یابد. با توجه به این موضوع، اگر مذاب تحت شرایط خلأ قرار گیرد، چون فشار محیط اطراف مذاب به شدت کاهش یافته، گازهای حل شده در مذاب، مانند هیدروژن، به شکل مولکولی و حباب درآمده که این حباب‌ها به سطح مذاب صعود کرده و از مذاب خارج می‌شوند. با این روش، امکان تولید قطعه‌هایی با کیفیت بالا مورد استفاده در صنایع با تکنولوژی بالا میسر شده‌است. روش گاز زدایی در خلأ بیشتر برای آلیاژهای با نقطه ذوب پایین کاربرد دارد؛ زیرا در دماهای بالا، برای ایجاد خلأ به نیاز تجهیزات بسیار گران‌قیمت است که از نظر اقتصادی مقرون به صرفه نیست.

## افزایش فشار داخلی و تزریق حباب‌های گازی
با افزایش فشار داخلی مذاب، گازهای حل شده در مذاب از حالت اتمی خارج شده و به صورت مولکولی یا حباب گازی در می‌آیند. علت این است که در اثر افزایش فشار درونی مذاب، حرکت اتم‌های مذاب افزایش پیدا کرده و در نتیجه، امکان حرکت اتم‌های گاز در مذاب و تجمع آن‌ها در نقاطی از مذاب، افزایش می‌یابد. این پدیده، موجب تشکیل راحت‌تر مولکول یا حباب‌های گازی می‌شود. با افزایش فشار درونی مذاب، سرعت حرکت اتم‌های گازی در مذاب افزایش می‌یابد که در صورت تزریق گازهای دیگر درمذاب، اتم‌های گازی حل شده در مذاب این امکان را پیدا می‌کنند که خود را به حباب‌های گاز تزریق شده برسانند و به راحتی جذب آن‌ها شوند. افزایش فشار درونی مذاب، یکی از مهم‌ترین و پرمصرف‌ترین روش‌های گاز زدایی باشد که خود به چند روش مختلف تقسیم می‌شود که عبارتند از:

### استفاده از گازهای بی اثر
در این روش گازهای بی اثری مانند هلیم، یا آرگون که میل ترکیب شدن با مذاب یا حل شدن در مذاب را ندارند، به مذاب تزریق می‌شود. این تزریق، از پایین‌ترین نقطه مذاب، یعنی پایین بوته یا پاتیل، صورت می‌گیرد. در ابتدای عملیات تزریق گاز بی اثر به مذاب، فشار جزئی گازهای محلول در داخل حباب گاز بی اثر، صفر است؛ ولی در مسیر حرکت حباب‌های گاز بی اثر از انتهای پاتیل به سمت سطح بالای مذاب و با افزایش فشار درونی مذاب، مقدار جذب گاز محلول در مذاب، افزایش می‌یابد. با ادامه تزریق گاز بی اثر و ایجاد حباب‌های زیاد گاز بی اثر و حرکت آن‌ها به سمت سطح مذاب، مقدار بیشتری گاز محلول در مذاب، جذب حباب‌های گاز بی اثر شده که موجب کاهش میزان گاز حل شده در مذاب می‌شود. لازم است ذکر شود که با این روش، نمی‌توان تمام گازهای محلول در مذاب را خارج نمود ولی مقدار زیادی از گازهای محلول در مذاب خارج خواهد شد. گازهای بی اثر مورد استفاده در این فرایند، گازهایی نظیر آرگون و هلیم می‌باشد که هیچ گونه تأثیری روی فلزات و آلیاژها ندارند.

### استفاده از گازهای فعال
در این روش از گازهای فعال نسبت به مذاب، که با مذاب وارد واکنش شیمیایی می‌شوند، استفاده نمود. هنگامی که این گازها، وارد مذاب می‌شوند با مذاب ترکیب شده و یک گاز جدید را در مذاب تولید می‌کنند. گاز تولید شده، نسبت به مذاب بی اثر یا خنثی است و مانند گازهای بی اثر، گاز زدایی مذاب را انجام می‌دهد. به عنوان مثال، گاز کلر نسبت به مذاب آلومینیم فعال می‌باشد اگر به گاز کلر مذاب آلومینیم تزریق شود، با مذاب آلومینیم وارد واکنش شده کلرید آلومینیم را تشکیل می‌دهد.

### استفاده از ترکیبات گازهای فعال
در این روش ترکیبات این گازها که به صورت جامد یا مایع بوده در اثر تماس با مذاب، تجزیه می‌شوند و گازهای مورد نیاز برای گاز زدایی مذاب را فراهم می‌نمایند. به عنوان مثال به جای استفاده از گاز کلر می‌توان از ترکیبات کلر مانند هگزاکلرواتان، تتراکلروکربن و نمک‌های کلر استفاده کرد. این ترکیبات، در مذاب آلومینیم تجزیه می‌شوند، کلر آن‌ها با آلومینیم ترکیب می‌شود و گاز کلرید آلومینیم را تولید می‌کند که از آن می‌توان برای گاز زدایی مذاب آلومینیم استفاده نمود.